# كاملوبس (كولومبيا البريطانية)
كاملوبس (بالإنجليزية: Kamloops)‏ هي مدينة كندية تقع في مقاطعة كولومبيا البريطانية. تبلغ مساحة هذه المدينة 297.302 (كم²)، ويبلغ عدد سكانها 85,678 نسمة حسب إحصاء سنة 2011 م، بينما كان يسكنها 80376 نسمة في سنة 2006 م. تحتل هذه المدينة المرتبة رقم 61 بين مدن كندا حسب عدد السكان والمرتبة رقم 12 في المقاطعة. نما عدد السكان في هذه المدينة بنسبة 6.5٪ بين العامين المذكورين. وتشتهر المدينة بوجود جامعة أنهار طومسون، وتعتبر الجامعة هي شريان الاقتصاد الأساسي في المدينة حيث تجاوز عدد الطلاب الدارسين فيها 13 ألف طالب.

## المناخ
| البيانات المناخية لـمطار كاملوبس, 1981–2010 | البيانات المناخية لـمطار كاملوبس, 1981–2010 | البيانات المناخية لـمطار كاملوبس, 1981–2010 | البيانات المناخية لـمطار كاملوبس, 1981–2010 | البيانات المناخية لـمطار كاملوبس, 1981–2010 | البيانات المناخية لـمطار كاملوبس, 1981–2010 | البيانات المناخية لـمطار كاملوبس, 1981–2010 | البيانات المناخية لـمطار كاملوبس, 1981–2010 | البيانات المناخية لـمطار كاملوبس, 1981–2010 | البيانات المناخية لـمطار كاملوبس, 1981–2010 | البيانات المناخية لـمطار كاملوبس, 1981–2010 | البيانات المناخية لـمطار كاملوبس, 1981–2010 | البيانات المناخية لـمطار كاملوبس, 1981–2010 | البيانات المناخية لـمطار كاملوبس, 1981–2010 |
| الشهر                                       | يناير                                       | فبراير                                      | مارس                                        | أبريل                                       | مايو                                        | يونيو                                       | يوليو                                       | أغسطس                                       | سبتمبر                                      | أكتوبر                                      | نوفمبر                                      | ديسمبر                                      | المعدل السنوي                               |
| ------------------------------------------- | ------------------------------------------- | ------------------------------------------- | ------------------------------------------- | ------------------------------------------- | ------------------------------------------- | ------------------------------------------- | ------------------------------------------- | ------------------------------------------- | ------------------------------------------- | ------------------------------------------- | ------------------------------------------- | ------------------------------------------- | ------------------------------------------- |
| الدرجة القصوى قرينة الرطوبة                 | 15.8                                        | 17.0                                        | 23.3                                        | 31.9                                        | 36.8                                        | 39.0                                        | 47.4                                        | 40.3                                        | 38.4                                        | 31.2                                        | 22.8                                        | 15.0                                        | 47.4                                        |
| الدرجة القصوى °م (°ف)                       | 16.1 (61.0)                                 | 17.8 (64.0)                                 | 23.3 (73.9)                                 | 33.3 (91.9)                                 | 37.8 (100.0)                                | 39.1 (102.4)                                | 41.7 (107.1)                                | 39.6 (103.3)                                | 35.0 (95.0)                                 | 31.3 (88.3)                                 | 22.8 (73.0)                                 | 16.1 (61.0)                                 | 41.7 (107.1)                                |
| متوسط درجة الحرارة الكبرى °م (°ف)           | 0.4 (32.7)                                  | 4.3 (39.7)                                  | 11.0 (51.8)                                 | 16.6 (61.9)                                 | 21.5 (70.7)                                 | 25.1 (77.2)                                 | 28.9 (84.0)                                 | 28.3 (82.9)                                 | 22.3 (72.1)                                 | 13.7 (56.7)                                 | 5.6 (42.1)                                  | 0.3 (32.5)                                  | 14.8 (58.6)                                 |
| المتوسط اليومي °م (°ف)                      | −2.8 (27.0)                                 | 0.1 (32.2)                                  | 5.2 (41.4)                                  | 9.9 (49.8)                                  | 14.6 (58.3)                                 | 18.4 (65.1)                                 | 21.5 (70.7)                                 | 20.9 (69.6)                                 | 15.6 (60.1)                                 | 8.5 (47.3)                                  | 2.1 (35.8)                                  | −2.7 (27.1)                                 | 9.3 (48.7)                                  |
| متوسط درجة الحرارة الصغرى °م (°ف)           | −5.9 (21.4)                                 | −4.0 (24.8)                                 | −0.6 (30.9)                                 | 3.2 (37.8)                                  | 7.7 (45.9)                                  | 11.6 (52.9)                                 | 14.2 (57.6)                                 | 13.4 (56.1)                                 | 8.8 (47.8)                                  | 3.3 (37.9)                                  | −1.4 (29.5)                                 | −5.8 (21.6)                                 | 3.7 (38.7)                                  |
| أدنى درجة حرارة °م (°ف)                     | −38.3 (−36.9)                               | −32.8 (−27.0)                               | −26.1 (−15.0)                               | −10.6 (12.9)                                | −5.6 (21.9)                                 | 0.6 (33.1)                                  | 3.3 (37.9)                                  | 0.6 (33.1)                                  | −3.9 (25.0)                                 | −17.1 (1.2)                                 | −30.0 (−22.0)                               | −36.1 (−33.0)                               | −38.3 (−36.9)                               |
| أدنى درجة حرارة تبريد الرياح                | −42.0                                       | −36.7                                       | −33.9                                       | −13.0                                       | −5.2                                        | 0.0                                         | 0.0                                         | 0.0                                         | −6.5                                        | −23.2                                       | −39.1                                       | −45.1                                       | −45.1                                       |
| الهطول مم (إنش)                             | 21.1 (0.83)                                 | 12.4 (0.49)                                 | 12.8 (0.50)                                 | 14.2 (0.56)                                 | 27.3 (1.07)                                 | 37.4 (1.47)                                 | 31.4 (1.24)                                 | 23.7 (0.93)                                 | 29.4 (1.16)                                 | 19.4 (0.76)                                 | 23.3 (0.92)                                 | 25.4 (1.00)                                 | 277.6 (10.93)                               |
| معدل هطول الأمطار مم (إنش)                  | 5.3 (0.21)                                  | 5.9 (0.23)                                  | 9.7 (0.38)                                  | 14.0 (0.55)                                 | 27.3 (1.07)                                 | 37.4 (1.47)                                 | 31.4 (1.24)                                 | 23.7 (0.93)                                 | 29.4 (1.16)                                 | 19.0 (0.75)                                 | 14.2 (0.56)                                 | 7.1 (0.28)                                  | 224.3 (8.83)                                |
| متوسط تساقط الثلوج سم (إنش)                 | 18.7 (7.4)                                  | 8.0 (3.1)                                   | 3.5 (1.4)                                   | 0.2 (0.1)                                   | 0.0 (0.0)                                   | 0.0 (0.0)                                   | 0.0 (0.0)                                   | 0.0 (0.0)                                   | 0.0 (0.0)                                   | 0.3 (0.1)                                   | 10.9 (4.3)                                  | 21.9 (8.6)                                  | 63.5 (25.0)                                 |
| متوسط أيام هطول الأمطار (≥ 0.2 mm)          | 9.7                                         | 7.2                                         | 6.8                                         | 6.2                                         | 10.2                                        | 10.7                                        | 8.4                                         | 8.0                                         | 7.6                                         | 9.0                                         | 10.0                                        | 11.7                                        | 105.6                                       |
| متوسط الأيام الممطرة (≥ 0.2 mm)             | 3.6                                         | 3.8                                         | 5.5                                         | 6.1                                         | 10.2                                        | 10.7                                        | 8.3                                         | 8.0                                         | 7.6                                         | 8.8                                         | 7.1                                         | 3.4                                         | 83.3                                        |
| متوسط الأيام المثلجة (≥ 0.2 cm)             | 7.6                                         | 4.1                                         | 1.9                                         | 0.3                                         | 0.0                                         | 0.0                                         | 0.0                                         | 0.0                                         | 0.0                                         | 0.3                                         | 3.9                                         | 9.3                                         | 27.4                                        |
| متوسط الرطوبة النسبية (%)                   | 72.6                                        | 60.0                                        | 43.0                                        | 35.6                                        | 36.2                                        | 36.4                                        | 33.5                                        | 34.4                                        | 41.4                                        | 52.9                                        | 65.9                                        | 70.9                                        | 48.6                                        |
| ساعات سطوع الشمس الشهرية                    | 55.2                                        | 95.6                                        | 165.3                                       | 202.8                                       | 251.6                                       | 252.0                                       | 303.4                                       | 289.5                                       | 223.3                                       | 130.9                                       | 63.7                                        | 46.6                                        | 2٬079٫8                                     |
| نسبة وصول أشعة الشمس                        | 20.9                                        | 33.9                                        | 45.0                                        | 49.0                                        | 52.4                                        | 51.2                                        | 61.2                                        | 64.3                                        | 58.7                                        | 39.2                                        | 23.5                                        | 18.6                                        | 43.2                                        |
| المصدر: en:Environment Canada               |                                             |                                             |                                             |                                             |                                             |                                             |                                             |                                             |                                             |                                             |                                             |                                             |                                             |

## توأمة
لكاملوبس (كولومبيا البريطانية) اتفاقيات توأمة مع:
- علي صبيح

## أعلام
- أرون كيلر
- دارسي روبنسون
- ليونارد مارشان
- إليس جاتشن
- جيرالد هاميلتون أندرسون
- تشارلز ويلوبي
- زاك سانتياغو
- تيري بلاك
- سيدريك كوكس
- ديلان أرمسترونغ

## وصلات خارجية
- الأطلس الحكومي لكندا
- إحصاءات كندا مع ساعة تعداد السكان